# Sukamaju (Plakat Tinggi)
Sukamaju is een bestuurslaag in het regentschap Musi Banyuasin van de provincie Zuid-Sumatra, Indonesië. Sukamaju telt 1271 inwoners (volkstelling 2010).